# Škodaværkerne
 Ikke at forveksle med Škoda Auto.
Škodaværkerne, i dag med moderselskabet Škoda Investment a.s. var den største industrivirksomhed i Østrig-Ungarn og senere i Tjekkoslovakiet. Det var også et af de største industrielle konglomerater i Europa i det 20. århundrede. Det nuværende holdingselskab er fokuseret på fremstilling af transportmidler. Visse virksomheder, som ikke længere er knyttet til moderselskabet benytter stadig  brandet Škoda, f.eks. Škoda Auto.